# Ленинская волость (Псковская область)

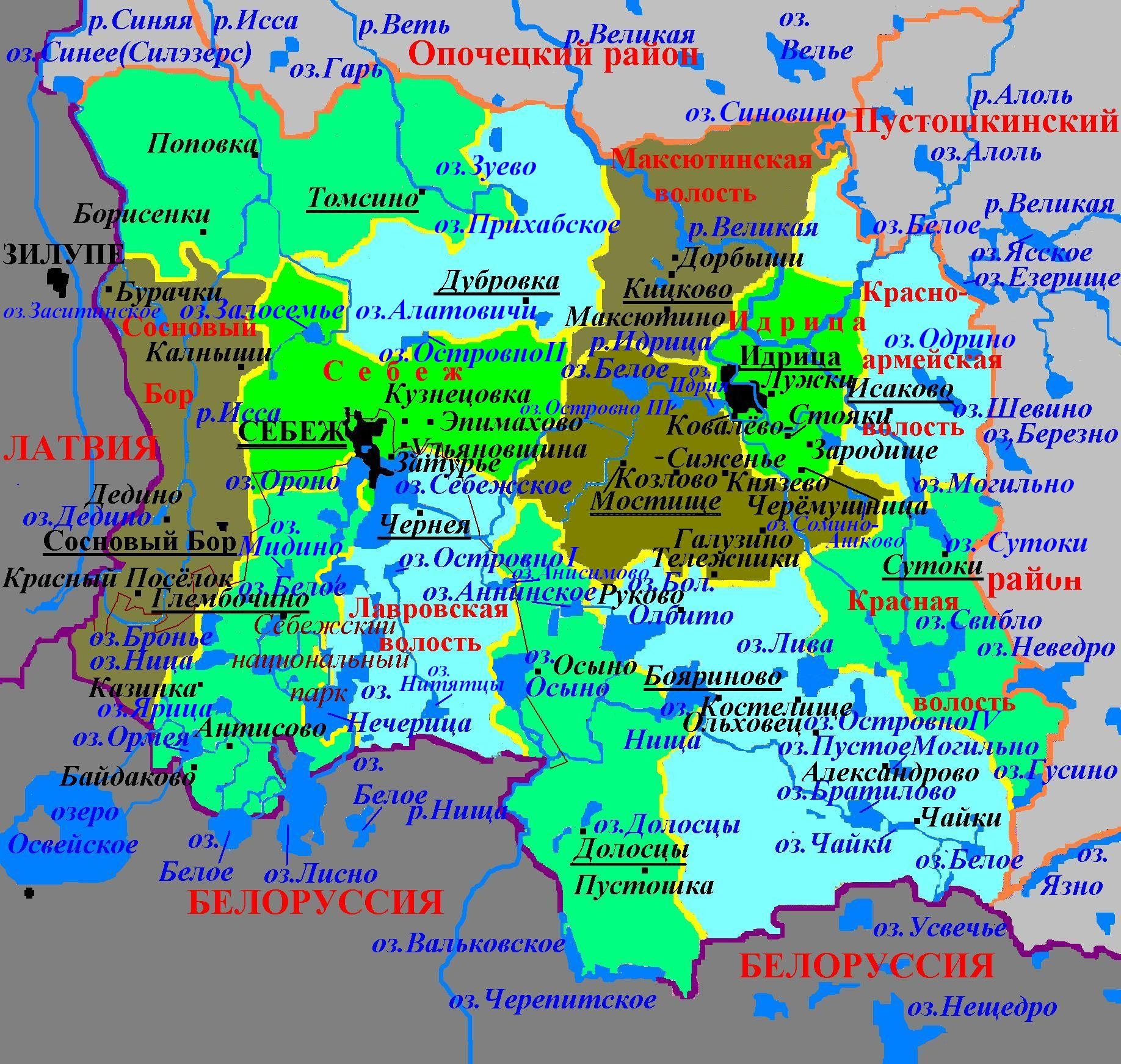
Административное деление Себежского района в 2006—2010 гг.: Ленинская волость территориально совпадала с современным городским поселением Себеж за вычетом самого г. Себеж

Ленинская волость — упразднённая административно-территориальная единица 3-го уровня в Себежском районе Псковской области России.
Административный центр — деревня Ульяновщина.

## География
Территория волости граничила на севере с Томсинской и Дубровской, на западе — с Дединской, на  юге — с Глембочинской и Лавровской, на востоке — с Мостищенской и Максютинской волостями Себежского района Псковской области.

## Население
Численность населения Ленинской волости по переписи населения 2002 года составила 2516 жителей.

## Населённые пункты
В состав Ленинской волости к 2002 году входило 68 деревень: 
| №  | Населённый пункт | Тип     | Население (2002) |
| -- | ---------------- | ------- | ---------------- |
| 1  | Авсейково        | деревня | ↗5               |
| 2  | Аксёново         | деревня | ↗12              |
| 3  | Андреполье       | деревня | →0               |
| 4  | Арестово         | деревня | →0               |
| 5  | Барановщина      | деревня | ↗7               |
| 6  | Барсуки          | деревня | ↘15              |
| 7  | Белькино         | деревня | ↗14              |
| 8  | Бельчаниново     | деревня | ↘3               |
| 9  | Берёзка          | деревня | ↘217             |
| 10 | Бруснично        | деревня | ↗1               |
| 11 | Бубновка         | деревня | ↘0               |
| 12 | Будкевщина       | деревня | ↘29              |
| 13 | Бычково          | деревня | →0               |
| 14 | Выселки          | деревня | →0               |
| 15 | Гаспорово        | деревня | ↘5               |
| 16 | Геленчино        | деревня | ↘0               |
| 17 | Глазково         | деревня | ↘2               |
| 18 | Горбово          | деревня | →0               |
| 19 | Горняя           | деревня | ↘11              |
| 20 | Грязные          | деревня | →0               |
| 21 | Гусево-1         | деревня | →0               |
| 22 | Гусево-2         | деревня | ↘14              |
| 23 | Дмитрово         | деревня | ↘24              |
| 24 | Долгово          | деревня | →2               |
| 25 | Загады           | деревня | ↗29              |
| 26 | Залосемье        | деревня | ↘19              |
| 27 | Замостье         | деревня | ↗9               |
| 28 | Замошье          | деревня | ↘0               |
| 29 | Затурье          | деревня | ↘143             |
| 30 | Зуевка           | деревня | ↘0               |
| 31 | Каменец          | деревня | ↘7               |
| 32 | Карпино          | деревня | ↗3               |
| 33 | Клевино          | деревня | ↘32              |
| 34 | Коршанинково     | деревня | ↗9               |
| 35 | Крёково          | деревня | ↘94              |
| 36 | Кременцы         | деревня | ↘6               |
| 37 | Кузнецовка       | деревня | ↘440             |
| 38 | Кузьмино         | деревня | ↘2               |
| 39 | Литвиновка       | деревня | ↘3               |
| 40 | Логуны           | деревня | ↘8               |
| 41 | Мальково         | деревня | →18              |
| 42 | Мельница         | деревня | →0               |
| 43 | Могильно         | деревня | ↘2               |
| 44 | Мотыгино         | деревня | ↘10              |
| 45 | Новоселье        | деревня | ↘8               |
| 46 | Новоселье-2      | деревня | ↗79              |
| 47 | Овчинниково      | деревня | ↘0               |
| 48 | Осетки           | деревня | ↗15              |
| 49 | Островно         | деревня | →0               |
| 50 | Плавливо         | деревня | →0               |
| 51 | Подколенково     | деревня | →2               |
| 52 | Птушкино         | деревня | ↘23              |
| 53 | Пургели          | деревня | ↘4               |
| 54 | Свидерщина       | деревня | ↘7               |
| 55 | Сидорково        | деревня | →3               |
| 56 | Скрипки          | деревня | ↘7               |
| 57 | Совращина        | деревня | →36              |
| 58 | Сундуково        | деревня | ↗3               |
| 59 | Сылтаново        | деревня | ↘0               |
| 60 | Тараскино        | деревня | ↘0               |
| 61 | Техомичи         | деревня | ↘45              |
| 62 | Ульяновщина      | деревня | ↘258             |
| 63 | Фроловщина       | деревня | ↘2               |
| 64 | Цынки            | деревня | ↘0               |
| 65 | Шкигино          | деревня | →0               |
| 66 | Шуты             | деревня | →9               |
| 67 | Эпимахово        | деревня | ↘286             |
| 68 | Яськино          | деревня | →0               |

## История
Постановлением Псковского областного Собрания депутатов от 26 января 1995 года все сельсоветы в Псковской области были переименованы в волости, в том числе Ленинский сельсовет был превращён в Ленинскую волость.
Законом Псковской области от 28 февраля 2005 года Ленинская волость была упразднена, а её территория вместе с городом Себеж составили новосозданное муниципальное образование Себеж со статусом городского поселения с 1 января 2006 года в составе муниципального образования Себежский район со статусом муниципального района.